# Jakob Stadell
Jakob Staffan Stadell, född 19 april 1972 i Sollentuna församling, Stockholms län, är en svensk sångare, röstskådespelare och musikalartist.

## Biografi
Stadell växte upp i Sollentuna och Ockelbo och började sin artistkarriär på Wallmans salonger i Stockholm.

### Karriär
Han mottog Guldmasken för sin insats i musikalen Rent på Göta Lejon 2001, där han spelade rollen som Mark. En annan stor framgång för Stadell var huvudrollen i Hur man lyckas i business utan att bli utbränd som spelades 210 gånger på Intiman.
Han har även spelat i Avenue Q, Joseph and the Amazing Technicolor Dreamcoat, Forever Plaid, En vacker dag, Annie, Guys and Dolls, Jesus Christ Superstar, Boeing Boeing, Tartuffe och Wiraspelen. Stadell har också lånat ut sin röst till nära hundratalet tecknade filmer och TV-serier, bland annat Rio och Boog & Elliot. Han gjorde även rösten till Sinbad i Sinbad: Legenden om de sju haven och räven Nick i Zootropolis.
Han medverkade i Melodifestivalen 2002 med låten Ge mig mitt hjärta tillbaka som är skriven av Suzzie Tapper. Han har också synts på TV i bland annat Allsång på Skansen, Så ska det låta och Go'kväll. Stadell medverkade 2006 i musikalen Sweet Charity på Intiman, tillsammans med Nanne Grönvall.
2013 medverkade Stadell i musikalen Rock of Ages på Chinateatern som även, våren 2014, spelades på Rondo i Göteborg.
2011 var Jakob Stadell med i den bulgariska melodifestivalen med låten "Wicked Way Of Love" som är skriven av Jakob Stadell själv, Peter Hägerås och Mats Frisell. Våren 2015 hade filmen Småstadsliv The Movie premiär, skriven och regisserad av Christer Johansson, där Stadell spelar huvudrollen Anders.
I Melodifestivalen 2017 skrev Stadell, tillsammans med Peter Hägerås och Mats Frisell, låten "Crucified" som framfördes av Bella & Filippa och slutade femma i tredje deltävlingen.

## Teater

### Roller (ej komplett)
| År   | Roll                      | Produktion | Regi                      | Teater           |
| ---- | ------------------------- | --- | ------------------------- | ---------------- |
| 1998 | Rostiga Charlie           | Guys and Dolls Frank Loesser, Joe Swerling och Abe Burrows                                                                                                   | Hans Marklund             | Oscarsteatern    |
| 2001 | Mark Cohen                | Rent Jonathan Larson | Nick Bye                  | Göta Lejon       |
| 2003 |                           | Hur man lyckas i business utan att bli utbränd (How to Succeed in Business Without Really Trying) Frank Loesser, Abe Burrows, Jack Weinstock, Willie Gilbert | Peter Björk Anders Albien | Intiman          |
| 2008 |                           | London – The Musical David Hynes, Steve Martin, Henrik Wikström, Jan Sjönneby, Chris Larner                                                                  | Nigel Harvey              | Filadelfiakyrkan |
| 2012 |                           | Tartuffe (Tartuffe, ou l'Imposteur) Molière | Fredrik Hiller            | Hågelby gård     |
| 2013 | Borgmästare Ja'Keith Gill | Rock of Ages Chris D'Arienzo | Anders Albien             | Chinateatern     |
| 2016 | Härolden                  | Snövit - The musical Robert Dröse och Martin Land | Robert Dröse              | Maximteatern     |
| 2016 |                           | Murder Ballad Julia Jordan och Juliana Nash | Morgan Alling             | Playhouse Teater |
| 2024 | Yngrot                    | De’ e’ det här vi kallar kärlek Monica Forsberg och Ingela ”Pling” Forsman                                                                                   | Hans Marklund             | Göta Lejon       |

## Filmografi (urval)
- 1986 – Laputa – slottet i himlen
- 2002 – Askungen II – Drömmen slår in
- 2003 – Sinbad: Legenden om de sju haven
- 2004 – Superhjältarna
- 2005 – Herbie: Fulltankad
- 2005 – Maskens återkomst
- 2005 – Sanningen om Rödluvan
- 2006 – Bilar
- 2006 – Trubbel i Sagoland
- 2006 – Happy Feet
- 2006 – Ice Age 2: Istiden har aldrig varit hetare
- 2006 – Natt på museet
- 2006 – Boog & Elliot – Vilda vänner
- 2007 – Den magiska leksaksaffären
- 2007 – Askungen 3 – Det magiska trollspöet
- 2007 – Alvin och gänget
- 2008 – Asterix på olympiaden
- 2008 – Fishy
- 2008 – Kung Fu Panda
- 2008 – Sagan om Despereaux
- 2008 – Ponyo på klippan vid havet
- 2009 – Alvin och gänget 2
- 2011 – Alvin och gänget 3
- 2015 – Alvin och gänget: Gasen i botten
- 2016 – Zootropolis
- 2022 – Folk och rövare i Kamomilla stad